# Jalen Thompson
Jalen Thompson (Paramount, California, 18 de julio de 1998) es un jugador profesional estadounidense de fútbol americano que se desempeña en la posición de safety en Arizona Cardinals, equipo de la National Football League (NFL).

## Carrera
Fue seleccionado en la quinta ronda en la Reunión Anual de Selección de Jugadores de la NFL de 2019. Hizo su debut profesional con el equipo Arizona Cardinals, donde lleva jugando cinco temporadas.